# Jakub Oma
Jakub Oma (* 1980) je český reprezentant v rádiovém orientačním běhu a orientační běžec, běhající za klub TJ Turnov. Spolu s Karlem Fučíkem patří k nejdéle působícím členům české seniorské reprezentace v ROB. V roce 2023 měl na svém kontě 5 titulů mistra světa a 9 titulů mistra Evropy v seniorské kategorii, k tomu jeden titul juniorského mistra světa a 2 tituly juniorského mistra Evropy.
Jeho sestra Michaela Omová je bývalá vrcholová reprezentantka nejen v rádiovém orientačním běhu, ale i v pěším orientačním běhu.

## Sportovní kariéra
Do reprezentace se poprvé dostal jakožto junior v roce 1995 v patnácti letech. Jeho první vrcholnou akcí bylo ME 1996, kde získal titul juniorského mistra světa v pásmu 144 MHz. Po přechodu do kategorie seniorů se po roce nominoval na ME 2001 ve Francii, kde v pásmu 144 MHz téměř o 3 minuty porazil Baktybka Sharshenova z Ruska, a získal tak první zlatou medaili v seniorech.
Zhruba ve 24 letech se rozhodoval, zda se bude víc věnovat rádiovému, či klasickému orientačnímu běhu. Nakonec zůstal u rádiového, avšak klasickému orientačnímu běhu se věnuje stále.
Okolo roku 2007 měl mírný útlum aktivní závodní činnosti kvůli zdravotním problémům. Na MS 2023 stejně jako Karel Fučík poprvé běžel i ve veteránské kategorii M40, v hlavní seniorské kategorii M20 dostal nominaci na 3,5 MHz klasickou trať, kde skončil na 7. místě.
Jeho zkušenosti z pěšího OB mu pomáhají v disciplíně foxoring, která je na kvalitní práci při mapování založena.
Byl již desetkrát vyhlášen jako Nejlepší sportovec Turnova a několikrát jako Sportovec roku Asociace rádiového orientačního běhu.

### Umístění na MS
| Individuální umístění na Mistrovství světa v rádiovém orientačním běhu | Individuální umístění na Mistrovství světa v rádiovém orientačním běhu | Individuální umístění na Mistrovství světa v rádiovém orientačním běhu | Individuální umístění na Mistrovství světa v rádiovém orientačním běhu | Individuální umístění na Mistrovství světa v rádiovém orientačním běhu |
| Rok                                                                    | 3,5 MHz                                                                | 144 MHz                                                                | Sprint                                                                 | Foxoring                                                               |
| ---------------------------------------------------------------------- | ---------------------------------------------------------------------- | ---------------------------------------------------------------------- | ---------------------------------------------------------------------- | ---------------------------------------------------------------------- |
| MS 1997 (junioři)                                                      | 1. místo                                                               | 5. místo                                                               | -                                                                      | -                                                                      |
| MS 1998 (junioři)                                                      | 19. místo                                                              | 3. místo                                                               | -                                                                      | -                                                                      |
| MS 2000                                                                | bez účasti                                                             | bez účasti                                                             | bez účasti                                                             | bez účasti                                                             |
| MS 2002                                                                | 3. místo                                                               | 2. místo                                                               | -                                                                      | -                                                                      |
| MS 2004                                                                | 2. místo                                                               | 3. místo                                                               | -                                                                      | -                                                                      |
| MS 2006                                                                | 1. místo                                                               | 8. místo                                                               | -                                                                      | -                                                                      |
| MS 2008                                                                | 3. místo                                                               | 16. místo                                                              | -                                                                      | -                                                                      |
| MS 2010                                                                | 3. místo                                                               | 3. místo                                                               | -                                                                      | -                                                                      |
| MS 2012                                                                | 13. místo                                                              | 3. místo                                                               | 1. místo                                                               | 2. místo                                                               |
| MS 2014                                                                | 2. místo                                                               | 1. místo                                                               | 7. místo                                                               | 3. místo                                                               |
| MS 2016                                                                | 5. místo                                                               | 1. místo                                                               | 2. místo                                                               | 3. místo                                                               |
| MS 2018                                                                | 1. místo                                                               | 4. místo                                                               | 5. místo                                                               | 4. místo                                                               |
| MS 2022                                                                | bez účasti                                                             | bez účasti                                                             | bez účasti                                                             | bez účasti                                                             |
| MS 2023                                                                | 7. místo                                                               | -                                                                      | -                                                                      | -                                                                      |

### Umístění na ME
| Individuální seniorská umístění na Mistrovství Evropy v rádiovém orientačním běhu | Individuální seniorská umístění na Mistrovství Evropy v rádiovém orientačním běhu | Individuální seniorská umístění na Mistrovství Evropy v rádiovém orientačním běhu | Individuální seniorská umístění na Mistrovství Evropy v rádiovém orientačním běhu | Individuální seniorská umístění na Mistrovství Evropy v rádiovém orientačním běhu |
| Rok                                                                               | 3,5 MHz                                                                           | 144 MHz                                                                           | Sprint                                                                            | Foxoring                                                                          |
| --------------------------------------------------------------------------------- | --------------------------------------------------------------------------------- | --------------------------------------------------------------------------------- | --------------------------------------------------------------------------------- | --------------------------------------------------------------------------------- |
| ME 1996 (junioři)                                                                 | 7. místo                                                                          | 1. místo                                                                          | -                                                                                 | -                                                                                 |
| ME 1999 (junioři)                                                                 | 1. místo                                                                          | 2. místo                                                                          | -                                                                                 | -                                                                                 |
| ME 2001                                                                           | 3. místo                                                                          | 1. místo                                                                          | -                                                                                 | -                                                                                 |
| ME 2003                                                                           | 1. místo                                                                          | 5. místo                                                                          | -                                                                                 | -                                                                                 |
| ME 2005                                                                           | 3. místo                                                                          | 6. místo                                                                          | -                                                                                 | -                                                                                 |
| ME 2007                                                                           | 4. místo                                                                          | 4. místo                                                                          | -                                                                                 | -                                                                                 |
| ME 2009                                                                           | 3. místo                                                                          | 8. místo                                                                          | -                                                                                 | -                                                                                 |
| ME 2011                                                                           | 2. místo                                                                          | 2. místo                                                                          | 1. místo                                                                          | -                                                                                 |
| ME 2013                                                                           | 2. místo                                                                          | 6. místo                                                                          | 2. místo                                                                          | 3. místo                                                                          |
| ME 2015                                                                           | 1. místo                                                                          | 8. místo                                                                          | 2. místo                                                                          | 2. místo                                                                          |
| ME 2017                                                                           | 3. místo                                                                          | 3. místo                                                                          | 1. místo                                                                          | 7. místo                                                                          |
| ME 2019                                                                           | -                                                                                 | 1. místo                                                                          | 1. místo                                                                          | 2. místo                                                                          |
| ME 2021                                                                           | 8. místo                                                                          | 9. místo                                                                          | 1. místo                                                                          | 2. místo                                                                          |